# Vallensved
Vallensved er en landsby på Sydsjælland med 259 indbyggere  (2024). Vallensved er beliggende i Vallensved Sogn otte kilometer nordvest for Næstved og ni kilometer sydøst for Fuglebjerg. Landsbyen tilhører Næstved Kommune og er beliggende i Region Sjælland.
Vallensved Kirke ligger i landsbyen.